# Murzo
Murzo település Franciaországban, Corse-du-Sud megyében. Lakosainak száma 99 fő (2022. január 1.). Murzo Letia, Arbori, Poggiolo, Rosazia és Vico községekkel határos.

## Népesség
A település népességének változása:
| Lakosok száma | 132  | 105  | 81   | 94   | 85   | 94   | 97   | 100  | 101  | 99   |
|               | 1968 | 1982 | 1990 | 2006 | 2013 | 2015 | 2017 | 2019 | 2020 | 2022 |